# Кавкова, Гана
Гана Кавкова (чеш. Hana Kavková; род. 25 мая 1952, Прага) — чехословацкая гребчиха, выступавшая за сборную Чехословакии по академической гребле в 1970-х годах. Победительница и призёрка первенств национального значения, участница летних Олимпийских игр в Монреале.

## Биография
Гана Кавкова родилась 25 мая 1952 года в Праге.
Впервые заявила о себе в академической гребле на международном уровне в сезоне 1975 года, когда вошла в состав чехословацкой национальной сборной и выступила на чемпионате мира в Ноттингеме, где в зачёте рулевых парных четвёрок стала седьмой.
Благодаря череде удачных выступлений удостоилась права защищать честь страны на летних Олимпийских играх 1976 года в Монреале, где впервые была представлена программа женской академической гребли. В составе парного экипажа-четвёрки, куда также вошли гребчихи Мари Бартакова, Анна Марешова, Ярмила Паткова и рулевая Алена Свободова, финишировала на предварительном квалификационном этапе третьей, но через дополнительный отборочный заезд всё же прошла в главный финал А, где в конечном счёте показала пятый результат.
После монреальской Олимпиады Кавкова ещё в течение некоторого времени оставалась действующей спортсменкой и продолжала принимать участие в крупнейших международных регатах. Так, в 1979 году она отметилась выступлением на чемпионате мира в Бледе, где в программе парных двоек заняла итоговое восьмое место.